# フォーカス自転車
フォーカス自転車（フォーカスじてんしゃ、英語: Focus Bikesは、ドイツのクロッペンブルクに本社及び製造工場を置く自転車製造業者。ロードバイクやマウンテンバイクなどのスポーツバイクを製造する。
「レースの世界で勝つことができる自転車を開発する」ことをコンセプトとしており、ドイツ国内での製造と最先端のマシンを搭載することに定評がある。
ドイツのPon Holdings傘下の自転車メーカーDerby Cycleのグループ企業である。

## 沿革
1992年、シクロクロス世界チャンピオンのマイク・クルーゲによって創業。翌1993年に自転車製造会社Derby Cycle Werkeと提携。1995年にランドナー、2003年にロードバイク、2008年にタイムトライアルバイク、トライアスロン用バイクの製造を開始。
2006年よりカーボンファイバーフレームの供給を開始した。
In 2009年にアメリカ合衆国及びイタリアに子会社を設立した。

## スポーサーシップ

### 個人
- マイク・クルーゲ（1993年、世界チャンピオン）[2]
- イェルク・アレンツ（ドイツ語版）（1998年、ドイツシクロクロスチャンピオン）[2]
- ハンカ・クフェルナーゲル（2005年、世界チャンピオン[2]

### チーム競技
2009年よりTeam Milramのスポンサーに就任。
2010年には、レーシングチームTeam Van Vliet、Team Jelly Belly、ボーラ・アルゴン18のスポンサーに就任。マウンテンバイクでは、ドイツのTeam M.I.G.やイタリアのFocus Italiaのスポンサーとなっている。また、2010年のツール・ド・スイスのオフィシャルパートナーにもなっている。
2011年にチーム・カチューシャのスポンサーにもなる。
2012年には、イタリアのAcqua & Saponeのスポンサーとなる。
2013年〜2016年、UCIプロツアーチーム、AG2R La Mondialeとパートナーを組み、ツールドフランスで区間優勝した。

## 脚註
1. ↑  
“Derby Cycle; Brands”.   Derby Cycle. 2012年2月25日閲覧。
2. 1 2 3 4 5 6 7  Focus Bikes History Archived 2010年5月10日, at the Wayback Machine.
3. 1 2  Focus bikes in 2010 on CyclingNews.com
4. ↑  FOCUS Bikes Becomes Official Supplier of the Tour of Switzerland
5. ↑  Acqua & Sapone to race on Focus bikes in 2012